# Comuna Hremeaci, Novhorod-Siverskîi
Hremeaci (în ucraineană Грем'яч) este o comună în raionul Novhorod-Siverskîi, regiunea Cernihiv, Ucraina, formată din satele Bohdanove, Dibrova, Hai, Hremeaci (reședința), Kolos, Muravii, Novoselivka și Vesele.

## Demografie
Componența lingvistică a comunei Hremeaci
     Rusă (84,18%)
     Ucraineană (15,77%)
Conform recensământului din 2001, majoritatea populației comunei Hremeaci era vorbitoare de rusă (84,18%), existând în minoritate și vorbitori de ucraineană (15,77%).